# Крайрит
Крайрит (рум. Crairât) — село у повіті Клуж в Румунії. Входить до складу комуни Плоскош.
Село розташоване на відстані 303 км на північний захід від Бухареста, 21 км на південний схід від Клуж-Напоки.

## Населення
За даними перепису населення 2002 року у селі проживали 79 осіб, усі — румуни. Усі жителі села рідною мовою назвали румунську.